# Langenau
Langenau – miasto w Niemczech, w kraju związkowym Badenia-Wirtembergia, w rejencji Tybinga, w regionie Donau-Iller, w powiecie Alb-Donau. Leży w Jurze Szwabskiej, nad rzeką Nau, ok. 15 km na północny wschód od Ulm.
W mieście znajduje się stacja kolejowa na linii Brenzbahn. Na zachód od miasta przebiega autostrada A7, a na południe autostrada A8.
30 czerwca 2022 miasto liczyło 15 556 mieszkańców.

## Współpraca
- Albeck, Austria (od 1993)[3]
- Brigend, Wielka Brytania (od 1971)[3]
- Langenau – dzielnica Brand-Erbisdorf, Saksonia (od 1991)[3]
- Somberek, Węgry (od 1989)[3]